# Unidad periférica de Euritania
Euritania (en griego Ευρυτανία, Evrytanía) es una unidad periférica de Grecia localizada en la periferia de Grecia Central. Su capital es Karpenisio. Hasta el 1 de enero de 2011 fue una de las 51 prefecturas en que se dividía el país.
Limita al oeste y al sur con la unidad periférica de Etolia-Acarnania, al norte con la de Karditsa y al este con la de Ftiótide.

## Prefectura
Euritania fue creada como prefectura en 1947 aparte de la de Etolia-Acarnania. A raíz del Plan Calícrates, fue creada la unidad regional de Euritania (en griego: Νομός Ευρυτανίας). La prefectura tenía el mismo territorio que la actual unidad regional. los municipios se han reorganizado según la tabla siguiente:
| Municipio nuevo | Municipios antiguos | Capital     |
| --------------- | ------------------- | ----------- |
| Ágrafa          | Ágrafa              | Kerasochori |
| Ágrafa          | Aperantia           | Kerasochori |
| Ágrafa          | Aspropotamos        | Kerasochori |
| Ágrafa          | Viniani             | Kerasochori |
| Ágrafa          | Fragkista           | Kerasochori |
| Karpenisi       | Karpenisi           | Karpenisi   |
| Karpenisi       | Domnista            | Karpenisi   |
| Karpenisi       | Fourna              | Karpenisi   |
| Karpenisi       | Ktimenia            | Karpenisi   |
| Karpenisi       | Potamia             | Karpenisi   |
| Karpenisi       | Prousos             | Karpenisi   |